# Jan bez Ziemi
Jan bez Ziemi (ang. John the Lackland, fr. Jean sans Terre, ur. 24 grudnia 1166 w Oksfordzie, zm. 18 lub 19 października 1216 w Newark) – Pan Irlandii z nadania ojca od 1177, król Anglii od 6 kwietnia 1199, brat Ryszarda Lwie Serce.
Jego przydomek pochodzi stąd, że w odróżnieniu od swych starszych braci nie otrzymał od ojca Henryka II Plantageneta żadnych posiadłości ziemskich. Dopiero w roku 1189, kiedy tron objął jego brat Ryszard Lwie Serce, otrzymał od niego hrabstwo Gloucester.

## Wczesne lata
Urodzony w Beaumont Palace w Oksfordzie jako piąty syn króla Henryka II i Eleonory Akwitańskiej. Data jego urodzenia pozostaje niepewna – przyjmuje się, że było to w 1166 lub 1167 r. Za tą pierwszą datą przemawia fakt, że Henryk i Eleonora nie przebywali ze sobą w marcu 1167 r. Ponadto wiadomo, że Jan urodził się w Oksfordzie, a Boże Narodzenie 1167 r. rodzina królewska spędziła w Normandii. Imię otrzymał (według kroniki kanonika z Laon) po św. Janie Apostole, patronie dnia, w którym się urodził. Jako najmłodszy z rodzeństwa nie mógł raczej liczyć na objęcie władzy, mimo że był ulubionym synem swego ojca.
Jeszcze jako dziecko został zaręczony z Adelajdą, córką hrabiego Sabaudii Humberta III Błogosławionego. Dzięki temu małżeństwu Jan miał odziedziczyć hrabstwa Sabaudii, Maurienne, Piemontu oraz inne ziemie hrabiego Humberta. Wpływy Plantagenetów sięgnęłyby więc za Alpy. Król Henryk ze swej strony obiecał Janowi kilka zamków w Normandii, co spowodowało konflikt ze starszym synem Henryka, Godfrydem, który również miał ochotę na te zamki. Adelajda przybyła na dwór Henryka, ale zmarła, nim doszło do ślubu.
Jan niejednokrotnie spiskował przeciwko starszym braciom. W 1184 r. walczył z bratem Ryszardem o Akwitanię. Porażka w tym sporze sprawiła, że w kwietniu 1185 r. Jan wybrał się do Irlandii. Książę nie nawiązał jednak dobrych stosunków z Irlandczykami. Kiedy razem ze swoimi rycerzami przybył do Waterfordu, na jego spotkanie wyszła irlandzka starszyzna. Gdy Jan i jego towarzysze zobaczyli gęste i długie brody Irlandczyków, zaczęli się śmiać i szarpać za te brody. Irlandczycy uznali więc Jana za źle wychowane dziecko, z którego nic dobrego wyrosnąć nie może. Jan wybudował w Irlandii wiele zamków, które będą stanowić silne oparcie dla Anglików na wyspie. Irlandię opuścił w grudniu 1185 r. Kiedy przebywał w Anglii, dowiedział się o śmierci swojego starszego brata Godfryda. Jego szanse na tron angielski znacznie wzrosły i książę zdecydował się nie wracać do Irlandii. Następną ekspedycję na wyspę podejmie dopiero w 1210 r.
W 1189 Jan poślubił Avisę, córkę i dziedziczkę hrabiego Gloucester (w historii nadawano jej także imiona Izabela, Joanna i Eleanora). Mieli dwoje dzieci, jednak Jan anulował to małżeństwo na krótko przed lub po tym jak zasiadł na tronie.
Po śmierci ojca (w 1189 r.) na tron wstąpił Ryszard. Jako król większą część swego panowania spędził poza krajem, uczestnicząc w wyprawach wojennych i krucjatach. W czasie jego nieobecności władzę sprawował biskup Ely William Longchamp. Jan był z takiego obrotu spraw niezadowolony i spiskował przeciw biskupowi, starając się umocnić swoją pozycję jako pretendenta do tronu. Kiedy Ryszard został uwięziony przez cesarza Henryka VI, Jan, sprzymierzony z królem Francji Filipem Augustem, zaoferował cesarzowi 80 000 marek, jeśli ten przetrzyma go w niewoli do 29 września 1194 r. Cesarz tę propozycję odrzucił. Ryszard powrócił do kraju w 1194 r. i przejął władzę, tłumiąc narastający bunt młodszego brata. Ryszard wybaczył bratu nieposłuszeństwo i wyznaczył go na swojego następcę. Na ten okres przypada legenda o „Robin Hoodzie”.
Niektórzy historycy uważają, że Jan wcale nie chciał pozbawić brata tronu. Twierdzą też, że Jan wiele energii poświęcał na odbudowę kraju, zrujnowanego ogromnymi podatkami nałożonymi przez Ryszarda na wyprawę krzyżową. Historia o nieposłuszeństwie Jana pochodzi od późniejszych kronikarzy kościelnych, którzy nie wybaczyli Janowi odmowy przyłączenia się do czwartej krucjaty.

## Król Anglii

### Katastrofa imperium Plantagenetów
6 kwietnia 1199 r. Ryszard zginął od strzały łucznika podczas oblężenia zamku wicehrabiego Limousin. Jan został więc królem Anglii, koronowanym w maju tego samego roku w Westminsterze. Jego panowanie nie spotkało się z powszechną akceptacją. W Andegawenii, Maine oraz Poitou wysunięto przeciw niemu jego bratanka, Artura, księcia Bretanii, syna starszego brata Jana, Godfryda. Arturowi udało się uzyskać poparcie króla Francji Filipa Augusta, który korzystał z każdej okazji, aby rozciągnąć swoje wpływy na kontynentalne posiadłości Plantagenetów.
Na wieść o śmierci Ryszarda Filip August zajął Évreux. Wkrótce po koronacji do ofensywy przeszedł Jan. Jego stronnicy, Aimar z Thouars oraz trzech członków rodu Lusignanów zaatakowało Tours z zamiarem wzięcia Artura do niewoli. Król Jan obiecał Aimarowi tytuł seneszala, jeśli próba się powiedzie. Równolegle król udał się do Normandii na spotkanie z Filipem Augustem. Udało mu się uzyskać poparcie głównych stronników Ryszarda Lwie Serce – cesarza Ottona IV, hrabiego Flandrii Baldwina IX i hrabiego Boulogne Renalda. Przysięgę na wierność królowi Anglii złożyło ponadto 15 francuskich baronów, w tym William des Roches, opiekun księcia Artura. Jan uzyskał więc silniejszą niż Filip pozycję w rokowaniach.
Jego powodzenie było jednak krótkotrwałe. Zdrada des Rochesa nie przyniosła Janowi oczekiwanych korzyści, gdyż Artur zdołał zbiec i podążył na dwór Filipa Augusta. Tymczasem hrabia Flandrii i wielu rycerzy złożyło śluby krucjatowe i opuściło dwór króla Jana, który musiał podpisać traktat w Le Goulet w 1200 r., w którym uznawał francuskie nabytki w Normandii, Berry i Owernii. Sam został uznany za pana Andegawenii. Obiecał również, że nie będzie nakłaniał swoich sojuszników do ataku na monarchię Kapetyngów.
Początek końca imperium andegaweńskiego rozpoczął się niedługo później od sprawy Lusignanów, których Jan uczynił najpotężniejszymi baronami w regionie. W sierpniu 1200 r. oddalił swoją pierwszą żonę i ożenił się z Izabelą z Angoulême, która była już zaręczona z Hugonem IX z Lusignan. Król nie przejął się jego protestami, na domiar złego odebrał rodowi hrabstwo Marche. Lusignanowie udali się po pomoc do Filipa Augusta, który skorzystał z okazji. Ponieważ Jan był jego lennikiem jako książę Normandii, Filip oskarżył go o felonię i skonfiskował jego francuskie posiadłości, które nadał w lenno Arturowi. Po stronie króla Francji opowiedzieli się hrabia Rajmund VI z Tuluzy i Renald de Dammartin. Jana opuściła większość stronników. Pozostał tylko król Nawarry Sancho VII, który sam potrzebował pomocy.
W 1202 r. Artur i Lusignanowie zaatakowali Poitou, a Filip uderzył na Normandię, zdobywając wiele zamków. Jan przebywał wówczas w Le Mans. Natychmiast ruszył na południe, odnosząc liczne sukcesy, m.in. do jego niewoli dostał się książę Artur wraz z całym orszakiem. Opanowano również ziemie wicehrabiego Limousin. Sukces zaprzepaściło postępowanie Jana. Artur zginął w tajemniczych okolicznościach w kwietniu 1203 r. Król nie okazywał też litości rycerzom znajdującym się w jego niewoli. To spowodowało, że większość jego stronników przeszła na stronę Filipa Augusta. Wkrótce poddało mu się Alençon w Normandii. Vaudreuil skapitulowało bez walki. W 1204 r., po 6-miesięcznym oblężeniu, upadł zamek Gaillard. Podczas 3-tygodniowej kampanii Filip August opanował Falaise, Caen, Bayeux, Argentan i Lisieux. Wojska bretońskie opanowały Mont Saint-Michel i Avranches. Tours upadło w 1204 r., Chinon rok później. Rouen otworzyło swoje bramy bez walki.
1 kwietnia 1204 r. zmarła królowa Eleonora Akwitańska, co załamało wierność akwitańskich wasali króla Jana, którzy masowo przechodzili na stronę króla Filipa. Do rywalizacji przyłączył się król Kastylii Alfons VIII Szlachetny, który zażądał Gaskonii jako zaległego posagu dla swojej żony, a siostry Jana, Eleonory. Gaskonia pozostała jednak wierna Janowi. W 1206 r. Jan musiał podpisać pokój i uznać wszystkie zdobycze Filipa.
Podczas tej wojny król Jan wprowadził zmiany w królewskiej flocie, której nową bazą uczynił Portsmouth (dotychczasowi królowie główną bazę floty utrzymywali w Sandwich). Powołał też Admiralicję, w skład której weszło 4 admirałów. Za jego panowania zaszły pewne zmiany w budowie okrętów, m.in. wprowadzono dodatkowe żagle. Za czasów Jana I zbudowano również pierwszy duży okręt transportowy.

### Konflikt z papiestwem
W międzyczasie Jan popadł w konflikt z papieżem Innocentym III. Powodem sporu była obsada stolicy arcybiskupiej w Canterbury po śmierci arcybiskupa Huberta Waltera, który zmarł 13 lipca 1205 r. Na temat osoby nominata doszło do sporu między królem i biskupami a kapitułą w Canterbury. Doszło to tego, że i król i kapituła wybrali swoich kandydatów. Kiedy obydwaj nominaci pojawili się w Rzymie, papież unieważnił ich nominacje i wybrał własnego kandydata, Stephena Langtona. Król Jan odmówił zaakceptowania Langtona jako arcybiskupa. Na tym stanowisku poparł go angielski kler i baronowie.
W lipcu 1207 r. Jan wygnał mnichów z Canterbury. W odpowiedzi papież nałożył interdykt na Królestwo Anglii. Król odpowiedział konfiskatą majątków kościelnych. Konflikt przeciągał się, a papież, obawiając się upadku wiary w Anglii, zezwolił w 1209 r. na odprawianie mszy przed kościołami. W listopadzie 1209 r. papież ekskomunikował króla Jana. W lutym 1213 r. papież zagroził Janowi pozbawieniem go korony, jeśli się nie podda. Król musiał się ugiąć i w 1213 r., w obecności legatów papieskich w kościele templariuszy w Dover, król oddał swoje państwo w opiekę Boga i świętych Piotra i Pawła. Zobowiązywał się płacić również roczną daninę papieżowi w wysokości 1000 marek (700 z Anglii i 300 z Irlandii). Papież ze swej strony udzielił poparcia Janowi w konflikcie z baronami.

### Wojna 1214 roku
Janowi udało się utrzymać i utwierdzić swoją władzę na wyspach. W 1208 r. wyprawił się do południowej Walii, w 1209 r. na pogranicze szkockie, w 1210 r. do Irlandii, a w 1211 r. stłumił powstanie w północnej Walii. Te kampanie kończyły się sukcesami króla Jana. Jego głównym celem pozostawało jednak odzyskanie andegaweńskich posiadłości na kontynencie. Aby zdobyć fundusze potrzebne na wyprawę, Jan nałożył ogromne podatki na Żydów i feudałów oraz skonfiskował majątki Kościoła. W 1212 r. był już gotowy do wojny, ale konflikt z baronami uniemożliwił mu wypłynięcie. W tym samym czasie plany inwazji na Anglię snuł Filip August, ale William de Longespee, 3. hrabia Salisbury zniszczył francuską flotę pod Damme.
Dopiero w lutym 1214 roku Jan przeprawił swoją armię na kontynent i wylądował w La Rochelle. Zawarł również sojusz z cesarzem Ottonem IV i hrabią Flandrii Ferdynandem, którzy mieli zaatakować Francję od północy. Jan zaatakował z Gaskonii, bezskutecznie próbując zdobyć Angers. Królowi udało się przeciągnąć na swoją stronę Lusignanów i przy ich pomocy zdobyć miasto. Wtedy pojawiły się wojska francuskie pod dowództwem następcy tronu, księcia Ludwika, które zmusiły Jana do ucieczki. Pomimo przewagi liczebnej Anglików inicjatywa należała do Francuzów, którzy odzyskiwali utracone zamki. Król Jan mógł się pocieszać tylko tym, że doprowadził do podziału sił francuskich i Filip stanie z mniejszymi siłami przeciwko wojskom cesarskim.
W sierpniu 1214 r. do Jana dotarła wieść o bitwie pod Bouvines, stoczonej 27 lipca, zakończonej całkowitą klęską wojsk cesarskich. Tym samym stało się jasne, że kampania na kontynencie została przegrana. Nie odzyskano żadnych ziem, prestiż został poważnie nadwątlony, Anglia stała na skraju bankructwa, a skarb świecił pustkami. Po powrocie do Anglii Jan musiał stawić czoło rebelii baronów.

## Wielka Karta Swobód

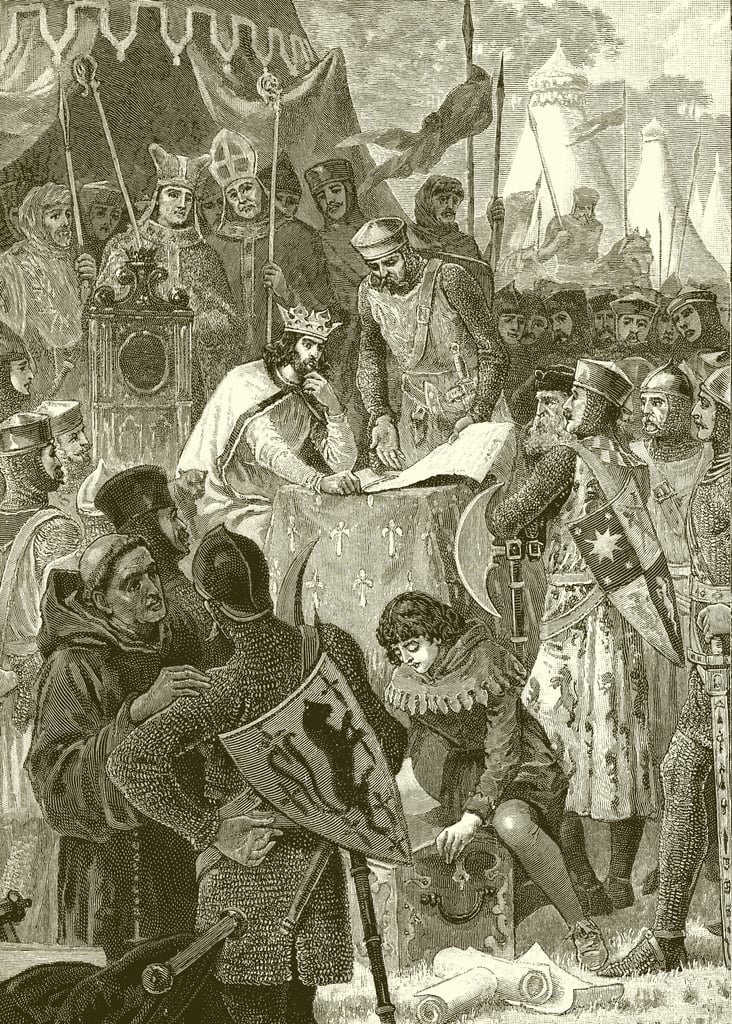
Król Jan podpisuje Wielką Kartę Swobód

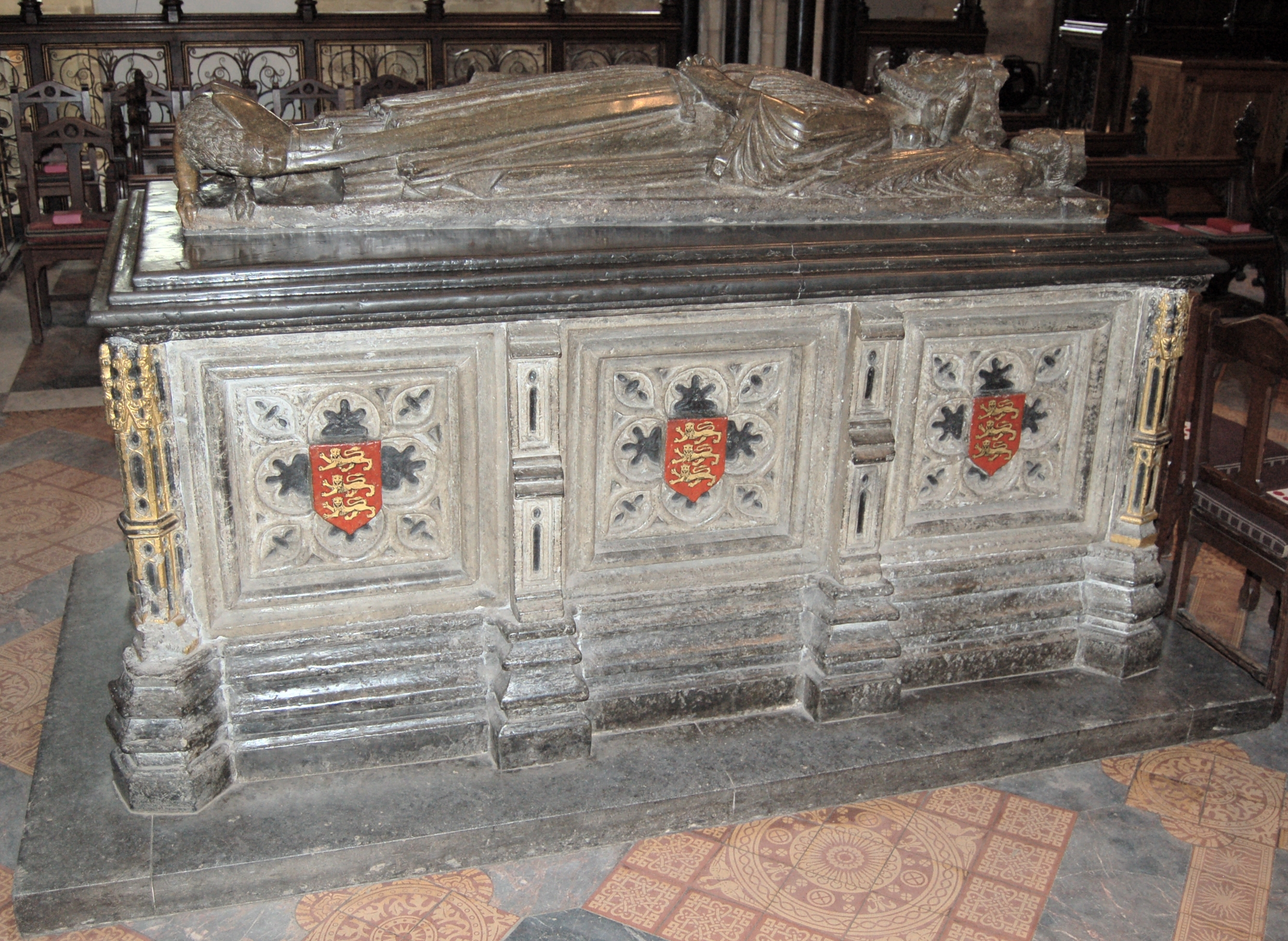
Nagrobek króla Jana w katedrze w Worcester

Na skutek niepowodzeń wojennych, wysokich podatków i nadużyć królewskich urzędników doszło do równoczesnego buntu duchownych, szlachty i miast. 10 czerwca 1215 roku kilku baronów połączyło siły i ruszyło na Londyn. Wymusili oni na królu podpisanie w Runnymede pod Windsorem 15 czerwca 1215 Wielkiej Karty Swobód. Zapisy Karty gwarantowały miastom wolność handlu, duchownym prawo obsadzania biskupów. Król nie mógł podwyższać podatków bez porozumienia z radą królewską złożoną z baronów, biskupów i arcybiskupa oraz więzić nikogo bez wyroku sądowego. Złamanie przez króla któregoś z ustaleń uprawniało baronów do wypowiedzenia posłuszeństwa i nawoływania do powszechnego powstania. Uważa się, że Wielka Karta dała początek ustrojowi Anglii i przyczyniła się do powstania parlamentu. Ze swej strony baronowie złożyli przysięgę na wierność Janowi.
Rychło jednak okazało się, że Jan nie ma zamiaru przestrzegać postanowień Wielkiej Karty. Już latem 1215 r. doprowadziło to do wojny między królem a jego baronami.
Konflikt ten szybko przekształcił się w konflikt dynastyczny, gdyż baronowie postanowili zdetronizować króla Jana, a na jego miejsce wybrali księcia Ludwika, następcę tronu Francji. W listopadzie 1215 r. Ludwik wysłał posiłki do Anglii, sam przybył wiosną 1216 r. i ruszył za królem Janem, który znajdował się w Kencie. Marsz był jednak powolny, gdyż inwazja francuska spotkała się z nieprzychylnym odzewem ze strony papieża, który był seniorem króla Anglii.
Do Kentu wojska Ludwika dotarły 21 maja 1216 roku. Król Jan nie zdecydował się na bitwę i uciekł do Winchesteru. Ludwik uzyskał wolną drogę do Londynu. Do stolicy Anglii wkroczył bez walki i w katedrze św. Pawła został okrzyknięty królem. Wielu baronów złożyło mu hołd, wśród nich był również król Szkocji Aleksander II. Ludwik rychło ponowił pościg za Janem. 14 czerwca zdobył Winchester. Następnie ruszył oblegać główny port na kanale La Manche, Dover. Trwające od 19 lipca do 14 października oblężenie nie przyniosło rezultatów i Ludwik wycofał się do Londynu.

## Śmierć
Tymczasem wojska króla Jana oblegały Rochester, który kilka lat wcześniej został na rozkaz Jana mocniej ufortyfikowany. Oblężenie więc przedłużało się. Tymczasem stan zdrowia króla pogarszał się. Zmarł on 18 lub 19 października 1216 w zamku w Newark. Jako przyczynę jego śmierci podaje się głównie dyzenterię, wypicie zbyt dużej ilości młodego brzoskwiniowego wina lub nawet otrucie.
Król Jan został pochowany w katedrze w Worcester. Pozostawił po sobie tak złą pamięć, że nigdy już nie dawano następcom tronu imienia Jan.

## Życie prywatne
29 sierpnia 1189 r. w Marlborough Castle Jan poślubił Avisę (ok. 1170 – 14 października 1217), córkę i dziedziczkę Williama Fitz Roberta, 2. hrabiego Gloucester i Hawisy de Beaumont, córki 2. hrabiego Leicester. Nie wiadomo, czy Jan i Avisa mieli razem dzieci. Małżeństwo zostało rozwiązane ok. 1199 r.
24 sierpnia 1200 r. Jan poślubił w Bordeaux Izabelę d’Angoulême (ok. 1187 – 31 maja 1246), córkę Aymera Taillefera, hrabiego Angoulême i Alicji de Courtenay, córki Piotra I de Courtenay. Jan i Izabela mieli razem dwóch synów i trzy córki:
- Henryk III (1 października 1207 – 16 listopada 1272), król Anglii
- Ryszard z Kornwalii (5 stycznia 1209 – 2 kwietnia 1272), antykról Niemiec, był 3-krotnie żonaty w tym z Sanchią Prowansalską (siostrą dwóch królowych: Małgorzaty i Eleonory)
- Joanna Angielska (22 lipca 1210 – 4 marca 1238), w 1221 poślubiła Aleksandra II – króla Szkocji
- Izabela Angielska (1214 – 1 grudnia 1241), w 1235 poślubiła Fryderyka II – cesarza rzymskiego
- Eleonora Angielska (1215 – 13 kwietnia 1275), w 1224 poślubiła Wilhelma Pembroke’a, a w 1239 Szymona V de Montfort – hrabiego Leicester

Jan miał również kilkanaścioro dzieci ze związków pozamałżeńskich:
- Joanna, żona Llywelyna Wielkiego, władcy Walii
- Richard Fitz Roy
- Oliver Fitz Roy, brał udział w V krucjacie, z której nie powrócił
- Geoffrey Fitz Roy, zginął w 1205 r. podczas wyprawy do Poitou
- John Fitz Roy
- Henry Fitz Roy (zm. 1245)
- Osbert Gifford, posiadał ziemie w Oxfordshire, Norfolk, Sussex i Suffolk, zmarł po 1216 r.
- Eudes Fitz Roy, brał udział w wyprawie Ryszarda z Kornwalii do Ziemi Świętej i tam zmarł w 1241 r.
- Bartholomew Fitz Roy
- Maud Fitz Roy, opatka w Barking, zmarła w 1252 r.
- Isabel Fitz Roy, żona Richarda Fitz Ivesa
- Philip Fitz Roy, zmarł po 1263 r.

## Jan bez Ziemi w kulturze
W plebiscycie Magazynu Historycznego BBC z 2006 roku Jan został wybrany na „najgorszego Brytyjczyka” XIII w. Postać Jana występuje w opowieściach i filmach o Robin Hoodzie. Często jako jedna z ważniejszych postaci negatywnych

### Fikcja literacka
- Król Jan jest głównym bohaterem sztuki Williama Shakespeare’a pt. Życie i śmierć króla Jana
- Postać Jana występuje w książce Waltera Scotta pt. Ivanhoe
- Postać Jana występuje w sztuce Jamesa Goldmana pt. Lew w zimie. Jan jest tam ukazany jako bezwolna i prostoduszna ofiara machinacji swoich braci i króla Filipa II. W ekranizacji z 1968 r. w postać Jana wcielił się Nigel Terry. W drugiej ekranizacji z 2003 r. w postać Jana wcielił się Rafe Spall.

### Sztuka filmowa (lista niepełna)
- W filmie Robin Hood z 1922 roku w reżyserii Allana Dwana w postać Jana wcielił się Sam De Grasse.
- W filmie Przygody Robin Hooda z 1938 roku w reżyserii Michaela Curtiza i Williama Keighleya w postać Jana wcielił się Claude Rains.
- W serialu telewizyjnym Przygody Robin Hooda z 1955-1960 r. w postać Jana wcielił się Donald Pleasence.
- W filmie animowanym Robin Hood wytwórni Walta Disneya z 1973 roku ukazany jest jako chciwy, antropomorficzny lew. Głos w wersji angielskojęzycznej podkłada mu Peter Ustinov, w polskiej Jan Peszek.
- W filmie Powrót Robin Hooda wytwórni Columbia Pictures z 1976 roku w postać Jana wcielił się Ian Holm.
- W serialu telewizyjnym Robin z Sherwood z 1983–1986 r. w postać Jana wcielił się Phil Davis.
- w filmie Robin Hood: Faceci w rajtuzach z 1993 r. w reżyserii Mela Brooksa w postać Jana wcielił się Richard Lewis.
- W filmie Robin Hood z 2010 r. w reżyserii Ridleya Scotta w postać Jana wcielił się Oscar Isaac.
- Postać Jana bez Ziemi odgrywa kluczową rolę w filmie Żelazny rycerz z 2011 r. W tej roli wystąpił Paul Giamatti.